# Rakousko na Letních olympijských hrách 1900
Rakousko na Letních olympijských hrách 1900 ve francouzské Paříži reprezentovalo 16 mužů ve 4 sportech.

## Medailisté
| Medaile | Jméno            | Sport   | Disciplína                 |
| ------- | ---------------- | ------- | -------------------------- |
| Stříbro | Karl Ruberl      | Plavání | Muži 200 m znak            |
| Stříbro | Otto Wahle       | Plavání | Muži 1000 m volný způsob   |
| Stříbro | Otto Wahle       | Plavání | Muži 200 m překážková trať |
| Bronz   | Siegfried Flesch | Šerm    | šavle                      |
| Bronz   | Milan Neralić    | Šerm    | šavle masters              |
| Bronz   | Karl Ruberl      | Plavání | Muži 200 m volný způsob    |